# Fritz von Farenheid

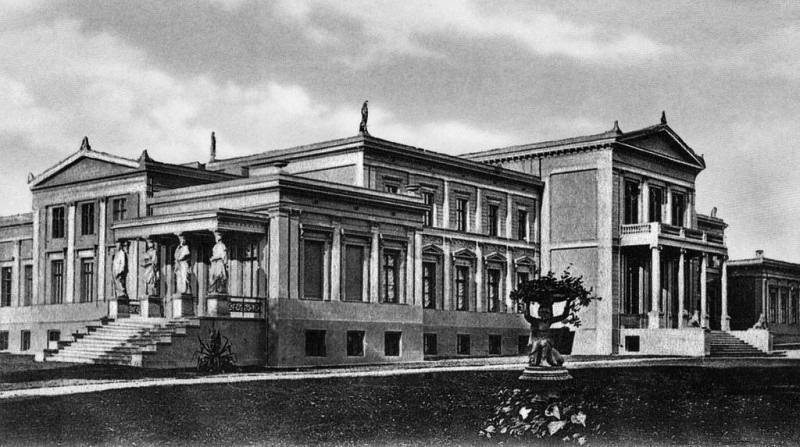
Pałac w Bejnunach Małych przed 1944

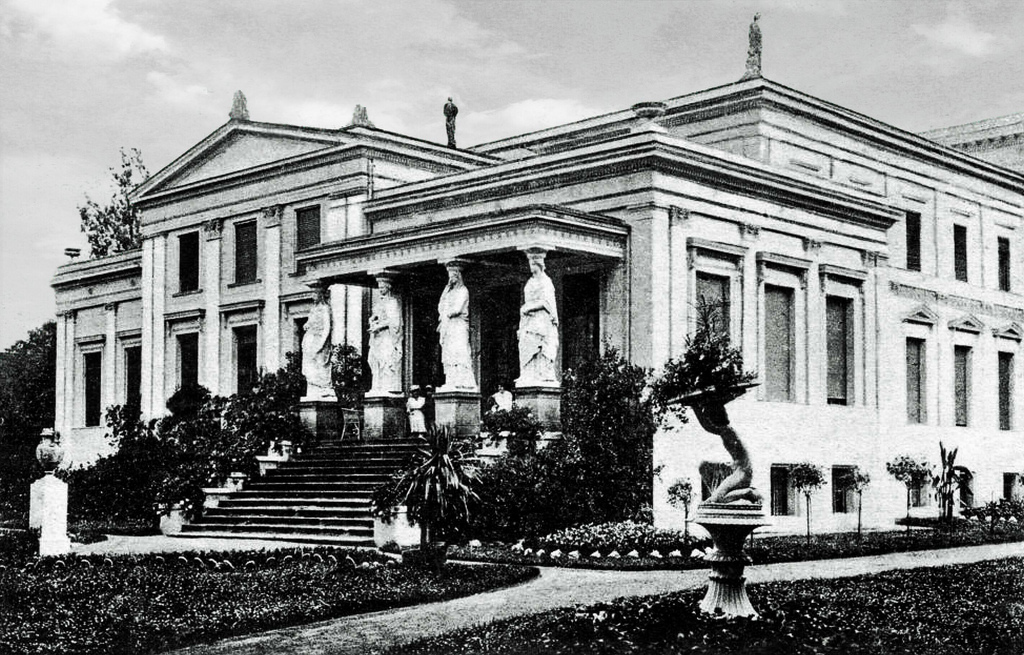
Pałac w Bejnunach Małych - widok boczny

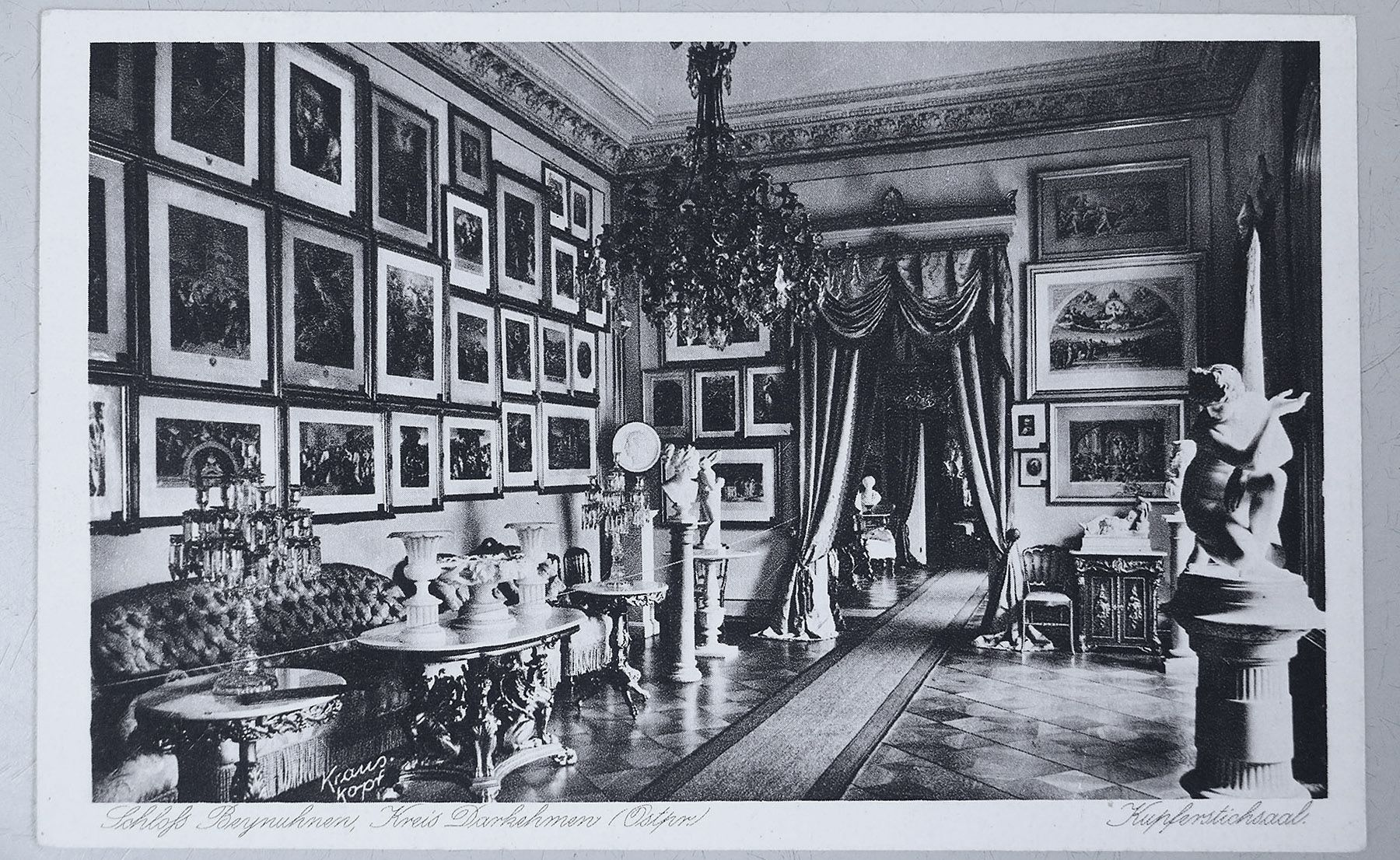
pałac w Bejnunach Małych - wnętrze

Fritz von Farenheid (ur. 31 października 1815 w Rapie, zm. 8 lipca 1888 w Bejnunch Małych) – niemiecki arystokrata i kolekcjoner sztuki, właściciel jednego z największych majątków ziemskich w Prusach Wschodnich, fundator pałacu w Bejnunach Małych.

## Życiorys
Był synem Friedricha Heinricha Johana Farenheida i Wilhelminy z Lehmannów. Zakończył królewiecki Friedrichskolleg, gdzie jego nauczyciel filozof Karl Lehrs rozbudził w nim pasję do historii starożytnej Grecji i Rzymu. Następnie studiował literaturę grecką i historię religii na Uniwersytecie Albrechta w Królewcu. W latach 1841–1842 podróżował po Grecji i Turcji, odwiedził m.in. Konstantynopol i Jerozolimę, co potwierdziło jego zainteresowanie kulturą klasyczną. W 1851 odbył pierwszą podróż do Rzymu, a w kolejnych latach do Anglii, Francji, Hiszpanii i Włoch.
Był deputowanym parlamentu w Berlinie, członkiem honorowym berlińskiej Akademii Sztuki, doktorem honoris causa wydziału filozoficznego Uniwersytetu w Królewcu. W 1887 odznaczony został przez króla pruskiego Orderem Gwiazdy.
Przed swoją bezpotomną śmiercią utworzył fundację, która miała zarządzać jego majątkiem na zasadzie ordynacji. Miało to zapewnić niepodzielność zbiorów i uniemożliwić ich ewentualną sprzedaż. Obszerne dobra ziemskie miały zapewniać środki na utrzymanie pałacu i kolekcji sztuki. Obowiązywała  zasada majoratu – cały majątek przechodzić miał na najstarszego krewnego. Jego spadkobiercą i właścicielem ordynacji Bejnuny Małe został Friedrich von Bujack, syn jego siostry Fredrike Charlotty. Fritz von Farenheid pochowany został w swoim parku pod kolumną dźwigającą rzeźbę Nadziei dłuta Bertela Thorvaldsena.

## Kolekcjonowanie sztuki
Fritz von Farenheid zgromadził wielki zbiór rzeźb antycznych, malarstwa włoskiego z okresu renesansu i XIX-wiecznego niemieckiego. Łącznie posiadał 60 oryginalnych obrazów i 210 kopii najsłynniejszych dzieł europejskiego malarstwa. Jego pałac w Bejnunach Małych stał się muzeum sztuki, które nie miało konkurencji w Prusach Wschodnich. Pałac i park był pełen rzeźb, obrazów, eksponatów z wykopalisk i replik świątyń greckich. Dzieła sztuki zakupywane były w Europie Zachodniej, a następnie transportowane drogą morską do Królewca, skąd wozami wieziono je do Bejnun.
Od 1884 roku kolekcja była bezpłatnie udostępniana publiczności w każdy piątek w miesiącach letnich. Pałac w Bejnunach Małych zaczął być wówczas nazywany "Wschodniopruskimi Atenami". W swoim testamencie Farenheid zastrzegł, że pałac z rzeźbami, obrazami, całym parkiem i ogrodem zoologicznym mają być nadal dostępne dla publiczności.